# Warburg (Unternehmerfamilie)
Die Familie Warburg ist eine deutsch-jüdische Familie, aus der international herausragende Bankiers, Mäzene, Politikberater sowie Natur- und Kulturwissenschaftler hervorgegangen sind. Die Warburgs gehören seit dem späten 19. Jahrhundert vor allem in Deutschland und den USA zu den bedeutendsten Familien des jüdischen Bürgertums.

## Geschichte
Der früheste bekannte Vorfahre der Familie Warburg ist Anselmo Asher Levi Del Banco (1480–1532). Zu Beginn des 16. Jahrhunderts war Del Banco einer der führenden Geld- und Pfandleiher in der italienischen Handelsmetropole Venedig. Per Dekret vom 29. März 1516 beschloss die Regierung Venedigs die jüdische Gemeinde in einem einzigen Stadtviertel zu ghettoisieren.  Nach weiteren Einschränkungen verließen Mitglieder der Familie Del Banco Venedig und siedelten ins Fürstentum Hessen im Heiligen Römischen Reich Deutscher Nation.

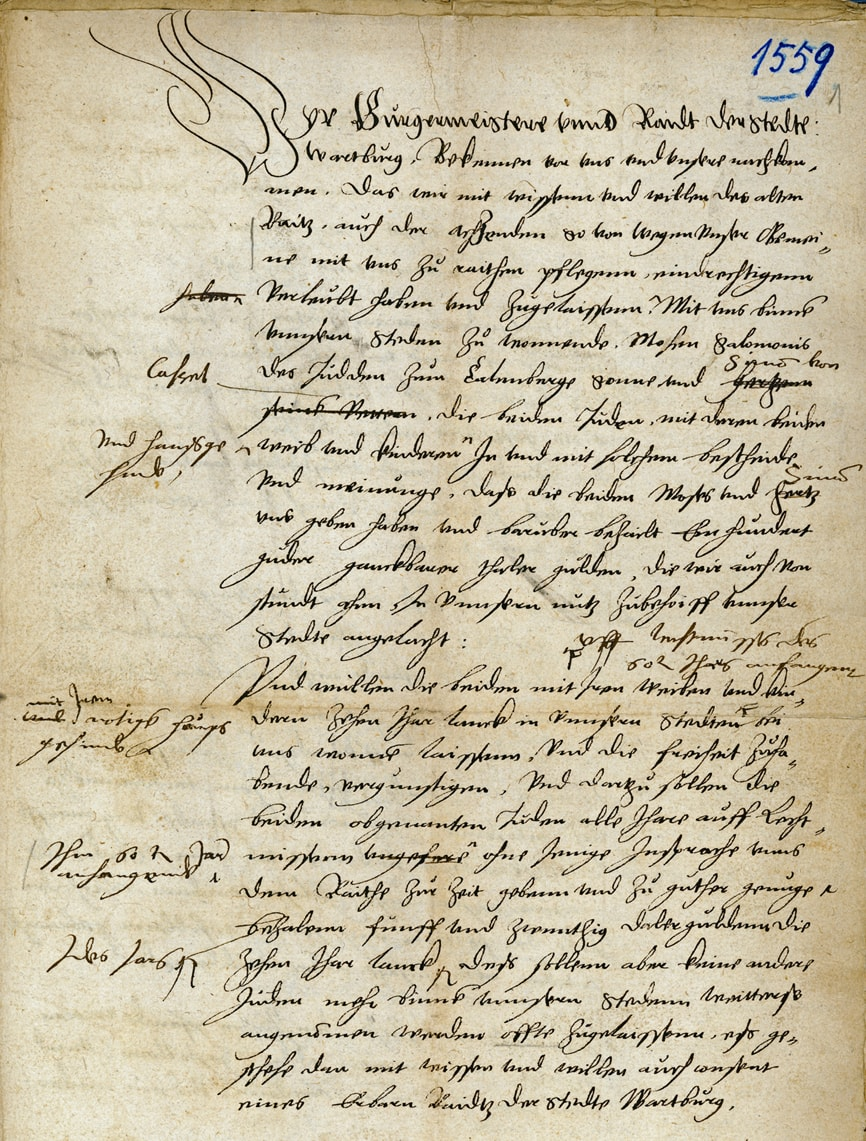
Schutzbrief der Hansestadt Warburg für Simon von Cassel (1559)

Ab 1556 wirkte Simon Del Banco (1500–1566) als Geldverleiher für Bauern und Getreidehändler in Kassel, der Residenz von Philipp I. Nach einer Hausdurchsuchung änderte Del Banco aus Sorge vor weiteren Repressalien und im Sinne der Integration seinen Namen in Simon von Cassel. Via Herford und Beckum siedelte Simon von Cassel 1557 mit Frau, Kindern und Dienerschaft schließlich in die westfälische Hansestadt Warburg im Hochstift Paderborn. In Warburg wurde ihm am 3. Januar 1559 gegen eine einmalige Zahlung von 100 Talern sowie weiteren jährlich zu entrichtenden Gebühren vom Rat der Stadt Warburg eine zeitlich begrenzte Wohn- und Handelserlaubnis ausgestellt. Nach einigen Jahren adaptierte Simon von Cassel schließlich Warburg als neuen Familiennamen und gilt seither als Ur-Ahn der Familie Warburg. Die zunächst auf zehn Jahre begrenzte Aufenthaltsgenehmigung wurde vom Hochstift Paderborn immer wieder verlängert, sodass die Familie fast über 100 Jahre im Westfälischen blieb. Offenbar gelangte sie in dieser Zeit zu Wohlstand und Ansehen.
Bis ins 19. Jahrhundert brauchten Juden eine Genehmigung, um sich niederlassen zu dürfen. Dafür mussten sie Gebühren entrichten, gleichzeitig formulierten diese Schutzbriefe teils rigide Bedingungen für den Aufenthalt. Zwar galt das Zinsverbot nicht mehr, dennoch benötigte die Stadt Kreditgeber, die im Geschäft erfahren waren. Dementsprechend wurde die wirtschaftliche Tätigkeit der Familie Warburg das Geldverleihgeschäft.
Simon von Cassels Urenkel Levi Juspa Joseph Warburg (1627–1678) verlagerte nach dem Dreißigjährigen Krieg (1618–1648) den Familiensitz 1668 nordwärts in das unter dänischer Herrschaft stehende Altona, da den deutschen Kleinstaaten nach dem Westfälischen Frieden (1648) der einfache Weg zum Meer fehlte und der Handel im Binnenland zum Erliegen kam.  Gumprich Marcus Warburg (1727–1801) verlegte 1773 seinen Wohnsitz von Altona in die nur wenige Kilometer entfernte Wirtschaftsmetropole Hamburg. Der in voller Blüte stehende Stadtstaat hatte seine eigene Handelsflotte, ein eigenes Militär und verfügte über viele ausländische Konsulate. Europas Reichtum floss durch den Hamburger Hafen: Fischladungen nach Skandinavien, Wolle nach Flandern, Pelze aus Russland. Die Seehandelsatmosphäre, die Hamburgs Bewohner eng mit London, Amsterdam und anderen Städten im Ausland verband, gepaart mit einer toleranten Bürgerkultur brachte die Warburgs mit einem Kosmopolitismus in Berührung, das nach den Erfahrungen im provinziellen Binnenland befreiend war. In der Hansestadt entwickelten Gumprichs ungleiche Söhne Moses Marcus Warburg (1763–1830) und Gerson Warburg (1765–1825) aus dem Geldleih- und Pfandwechselgeschäft ihres Vaters im Jahre 1798 das bis heute bestehende Bankhaus M.M.Warburg & CO.

Moritz M. Warburg (1838–1910)

V. l.: Frieda Schiff-Warburg, Charlotte Warburg, Felix M. Warburg

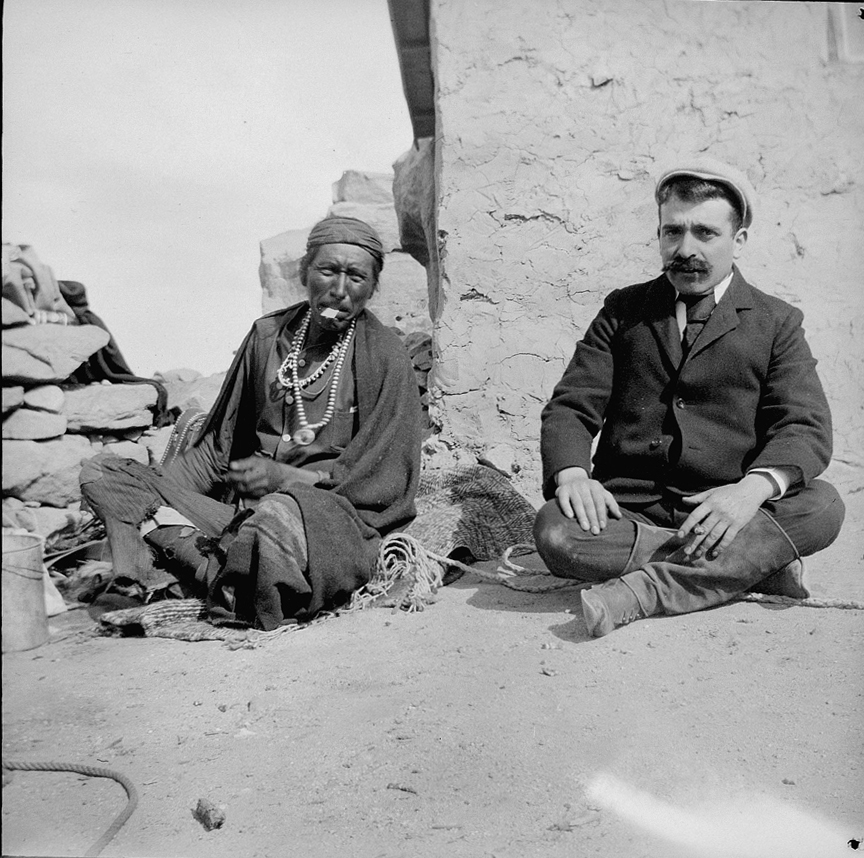
Aby Warburg auf Feldforschung bei den Hopi-Indianern (1896)

Die vierte Generation der Familie Warburg aus der von Moritz M. Warburg (1838–1910) und seiner Frau Charlotte Esther Warburg (geb. Oppenheim, 1842–1921) gegründeten Familienlinie der Mittelweg-Warburgs prägte das frühe Zeitalter der Globalisierung dies- und jenseits des Atlantiks. Während Max M. Warburg (1867–1946) die familieneigene M.M.Warburg & CO in Hamburg zu einer der größten und renommiertesten Privatbanken der Welt entwickelte, wurden seine Brüder Paul M. Warburg (1868–1932) und Felix M. Warburg (1871–1931) Teilhaber des Wall Street-Bankhauses Kuhn, Loeb & Co. in New York. Paul M. Warburg war zudem maßgeblich an der Entwicklung der US-Notenbank Federal Reserve System sowie an der Gründung des politikberatenden Council on Foreign Relations beteiligt.
Felix M. Warburg gründete 1914 die weltgrößte jüdische Wohltätigkeitsorganisation American Jewish Joint Distribution Committee. Zur Zeit der NS-Diktatur (1933–1945) ermöglichten Max M. Warburg, Felix M. Warburg, Edward M.M. Warburg, Bettina Warburg, Eva Warburg, Gisela Warburg, Anita Wolf-Warburg und Lola Nina Hahn-Warburg mit enormer finanzieller, politischer und organisatorischer Hilfe zehntausenden Juden die Emigration nach Palästina, England, die USA und Skandinavien. Lola Nina Hahn-Warburg (1901–1989), seit 1933 aktives Vorstandsmitglied in der Reichsvertretung der Juden in Deutschland, war zu dieser Zeit die Geliebte von Chaim Weizmann, dem damaligen Präsidenten der Zionistischen Weltorganisation und späteren ersten Präsidenten des 1948 gegründeten Staates Israel. Mit ihrer Schwester Anita Wolf-Warburg engagierte sich Lola Nina Hahn-Warburg in besonderer Weise bei der Betreuung deutsch-jüdischer Flüchtlinge in Großbritannien. Durch die 1938 abgehaltenen Verhandlungen einer Delegation unter Leitung von Chaim Weizmann und Lola Hahn-Warburgs Beteiligung beim britischen Innenministerium gelang es, dass die britische Regierung und das britische Unterhaus eine unbegrenzte Anzahl von Kindern nach Großbritannien emigrieren ließ. Über 10.000 jüdische Kinder konnten zwischen 1938 und 1939 mittels dieser Kindertransporte gerettet werden.
Fast die gesamte Warburg-Familie emigrierte bis 1938 in die USA, England und Schweden. In London gründete Siegmund George Warburg 1938 das Bankhaus S. G. Warburg & Co. und wurde in den folgenden Jahrzehnten zu einem der bedeutendsten britischen Bankiers. Eric M. Warburg (1900–1990), als Erich Hermann Moritz Warburg in Hamburg geborener Sohn von Max M. Warburg, gründete 1938 in New York eine Bank und diente in der US-Army als einflussreicher Nachrichtenoffizier. Nach dem Krieg wurde er einer der Hauptinitiatoren der deutsch-amerikanischen Verständigung im Umfeld des US-Hochkommissars John McCloy.
Während des Zweiten Weltkriegs diente Paul M. Warburgs in Hamburg geborener Sohn James Paul Warburg (1897–1969) als Special Assistant der US-Regierungsbehörde Office of the Coordinator of Information zur Zentralisierung der Propaganda- und Geheimdienstaktivitäten während des Zweiten Weltkrieges in Washington. Von 1942 bis 1944 führte er seine Tätigkeit als stellvertretender Direktor der Nachfolgebehörde United States Office of War Information weiter.
Mitglieder der Familie Warburg leisteten bedeutende international anerkannte natur- und kulturwissenschaftliche Beiträge. Aby M. Warburg gründete zu Beginn des 20. Jahrhunderts in Hamburg die Kulturwissenschaftliche Bibliothek Warburg. Im ehemaligen Wohnhaus von Felix M. Warburg auf der New Yorker 5th Avenue befindet sich seit 1944 das Jüdische Museum. Otto Warburg (1859–1938) war 1918 Mitbegründer der Hebräischen Universität Jerusalem, Leiter der dortigen botanischen Abteilung und fungierte zwischen 1911 und 1920 als Präsident der Zionistischen Weltorganisation. Otto Heinrich Warburg (1882–1970), Leiter des Berliner Kaiser-Wilhelm-Instituts für Zellphysiologie, erhielt 1931 für seine biochemischen Arbeiten den Nobelpreis für Medizin.

## Genealogie

### Stammbaum

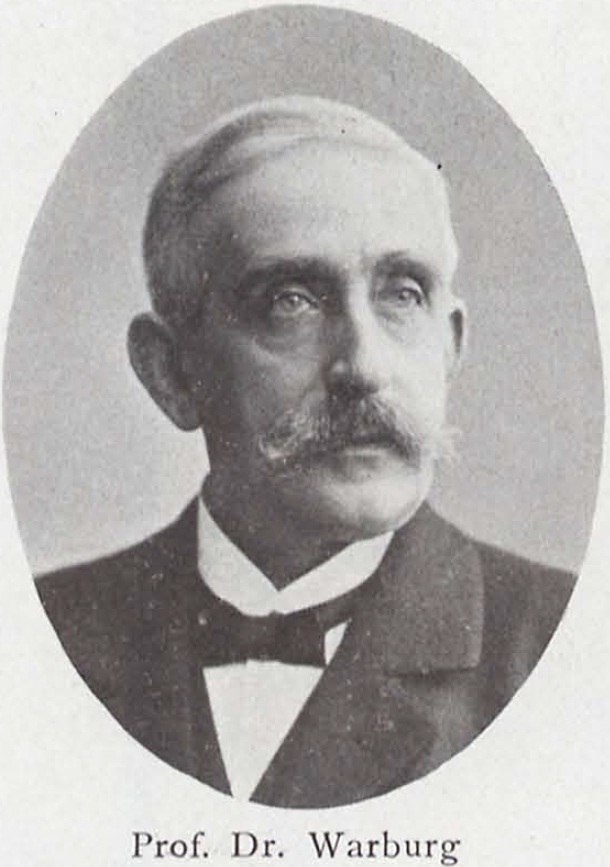
Emil Gabriel Warburg (1846–1931)

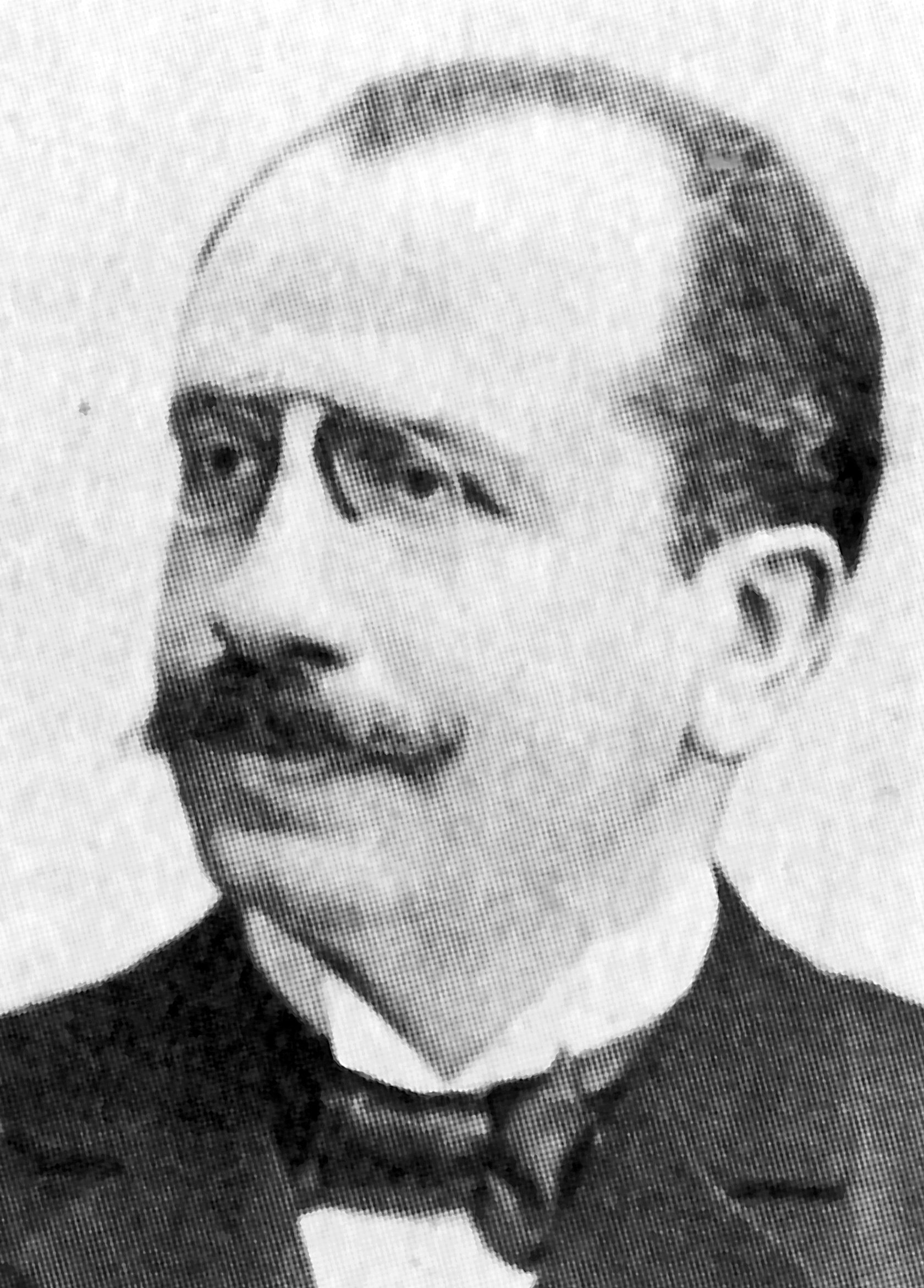
Albert Ballin (1857–1918)

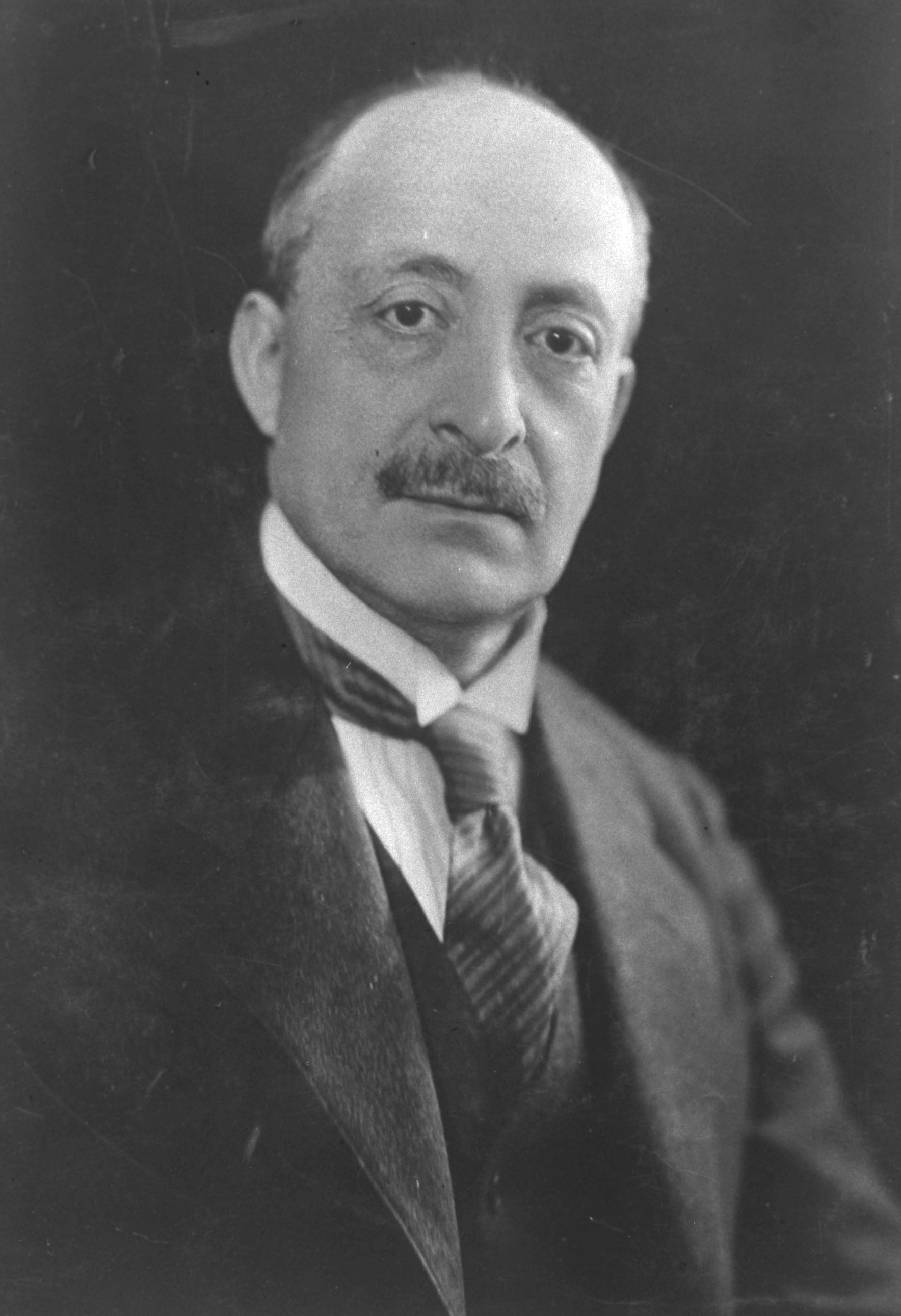
Otto Warburg (1859–1938)

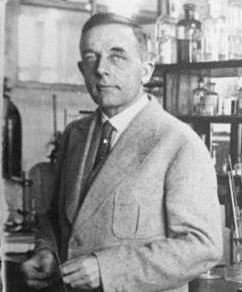
Otto Heinrich Warburg (1883–1970)

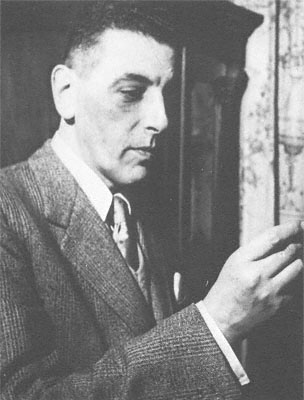
Fredric John Warburg (1898–1981)

1. Simon von Cassel (1500–1566), verheiratet mit Jutte von Cassel (1505–unbekannt)
  - Samuel Warburg (1525–1595), verheiratet mit unbekannt
    - Jacob Simon Warburg (ca. 1570–1636, gestorben in Warburg), verheiratet mit unbekannt
      - Levi Juspa Warburg (1600–1679, gestorben in Hamburg), verheiratet mit unbekannt
        - Jacob Samuel Warburg (1627–1668, gestorben in Hamburg), verheiratet mit Rahel Reizche Goldzieher (1648–1674)
          - Samson Warburg (1651–1711, gestorben in Altona), verheiratet mit Hindle Löb Warburg (ca. 1637–1697)
            - Samuel Moses Warburg (1690–1759, gestorben in Altona), verheiratet mit seiner Cousine Rahel Lea Warburg (1701–1770)
            - Dina Reizche Goldschmidt (geb. Warburg) (1713–1737), verheiratet mit Bendix Levy Goldschmidt (ca. 1683–1721)

          - Salomon Warburg (1653–unbekannt)
          - Isaac Ruben Warburg (1655–1729), verheiratet mit Gitla Meier Heilbut (1657–1734)
            - Rahel Lea Warburg (1701–1770), verheiratet mit ihrem Cousin Samuel Moses Warburg (1690–1759)
              - Moses Samson Warburg (1719–1769)

            - Samuel Ruben Warburg (1702–1756)
              - Daniel Samuel Warburg (1720–1796), verheiratet mit Genendel Warburg (geb. Friedburg, 1740–1821)
                - Samuel Abraham Warburg (1759–1834), verheiratet mit Vogel Warburg (geb. Heckscher 1763–)
                  - Daniel Samuel Warburg (1789–1860), ausgewandert nach New Orleans, Louisiana
                    - Eugène Warburg (1825–1859), US-amerikanischer Bildhauer

                - Marcus Daniel Warburg (1777–1834), verheiratet mit Hanna Warburg (geb. Levy, 1760–1818)
                  - Daniel Marcus Warburg (1803–1882), verheiratet mit Ida Warburg (geb. Cohen, 1818–1898)
                    - Emil Gabriel Warburg (1846–1931), verheiratet mit Elisabeth Warburg (geb. Gärtner), bedeutender Physiker
                      - Otto Heinrich Warburg (1883–1970), Biochemiker, Leiter des Kaiser-Wilhelm-Instituts für Zellphysiologie in Berlin, erhielt für seine Arbeiten auf dem Gebiet der Biochemie 1931 den Nobelpreis für Medizin

                - Moses Ruben Daniel Warburg (1773–1847), verheiratet mit Schewa Sophie Warburg (geb. Bondi, 1784–1862)
                  - Daniel Rudolph Warburg (1804–1883), verheiratet mit Caroline Warburg (geb. Beit, 1820–1892), einer Tante von Ferdinand Beit
                    - Ferdinand Samuel Warburg (1844–1924), verheiratet mit Louise Christine Marie Warburg (geb. Voß, 1845–1926)
                      - Prof. Dr. Ferdinand Henry Warburg verheiratet mit Sophie Luise Charlotte Lieselotte Warburg (geb. Freiin von Jungck, 1897–1983)
                        - Marlene Luise Margarete Fischer (geb. Warburg, 1920–1994) verheiratet mit Prof. Bruno Fischer-Uwe (1915–1992), Worpsweder Kunstmaler

                  - Simon Ruben alias Siegmund Rudolf Warburg (1817–1899), verheiratet mit Anna Warburg (geb. Goldschmidt, 1833–1894)
                    - Otto Warburg (1859–1938), Mitbegründer der Hebräischen Universität Jerusalem, Leiter der dortigen botanischen Abteilung, Nachfolger von Theodor Herzl zwischen 1911 und 1920 als Präsident der Zionistischen Weltorganisation

            - Moses Warburg (1704–1748)
            - Salomon Warburg (1706–1743)
            - Isaac Selig Warburg (1708–1765)

          - Seligman Warburg (1657–1742, gestorben in Altona)
          - Moses Samuel Warburg (1666–1701), verheiratet mit Hitzla Moses Heilbut (1670–1693) und Röschen Mosche Gumprich (1675–1700)
            - Samuel Moses Warburg (1690–1759), verheiratet mit Zippora Rachel Delbanco (1690–1783)
              - Moses Frankfurter Warburg (1723–1753), verheiratet mit Jettchen Warburg (geb. Wagner, 1726–1833)
                - Elias Moses Warburg Del Banco (1750–1802) Gründer der dänischen Warburg-Linie in Kopenhagen, die wieder den ursprünglichen Familiennamen Del Banco annahm
                  - Moses Del Banco (1784–1848), dänischer Politiker

              - Elias Samuel Warburg (1729–1805), verheiratet mit Schönche Del Banco (1738–1799)
                - Simon Elias Warburg (1760–1828) verheiratet mit und Zippora Henriques (1773–1843), Ahnherr der schwedischen Warburg-Linie in Göteborg und Begründer der ersten jüdischen Gemeinde in Schweden
                  - Abraham Samuel Warburg (1798–1856), verheiratet mit seiner Großcousine Sara Warburg (1805–1884; siehe unten)
                  - Michael Simon Warburg (1802–1868), verheiratet mit Hanne Salomonsen (1817–1909)
                    - Karl Johann Warburg (1852–1918), u. a. Professor an der Stockholmer Hochschule, war Mitglied der Kunstdirektion des Göteborger Museums und spielte im Kunst- und Literaturleben Schwedens eine bedeutende Rolle
                    - Fredrick Elias Warburg (1832–1899), Mitbegründer der Central London Railway, der ersten elektrischen Eisenbahn in London[13]
                      - John Cimon Warburg (1867–1931), britischer Fotografie-Pionier aus London
                        - Frederic John Warburg (1898–1981), bedeutender britischer Verleger und Verlagsinhaber von Secker & Warburg, war vor allem als Verleger von George Orwell, Thomas Mann, Franz Kafka, Adolf Hitlers Mein Kampf und Pierre Boulles Roman Die Brücke am Kwai bekannt

                - Salomon Moses Frankfurter Warburg (1747–1824), verheiratet mit Zipporah Sophie Warburg (geb. Leidesdorf, 1760–1796)
                  - Wolf Salomon Samuel Warburg (1778–1854), verheiratet mit Betty Bella Warburg (geb. Lazarus, 1782–1862)
                    - Moritz Warburg (1810–1886), Jurist, Politiker, 1848–1850 Mitglied der Verfassungsgebenden Versammlung für Schleswig-Holstein
                    - Pius Warburg (1816–1900), deutscher Bankier, Kunstsammler und Mäzen

              - Ester Tamar Levy (geb. Warburg, 1731–1772), verheiratet mit Juda Moses Gerson Levy (1720–1769)
                - Rosina Ballin (geb. Levy, 1765–1824), verheiratet mit Joel Joseph Ballin (1751–1817)
                  - Samuel Joel Joseph Ballin (1804–1874), verheiratet mit Amalia Meyer (1815–1909)
                    - Albert Ballin (1857–1918), Gründer der seinerzeit weltgrößten Handels- und Seeschifffahrtsflotte HAPAG

              - Gumprich Marcus Samuel Warburg (1727–1801), verheiratet mit Hela Riwka Heckscher (1748–1818)
                - Gerson Warburg (1765–1826), Gründer der Privatbank M.M.Warburg & CO
                - Moses Marcus Warburg (1763–1831), Gründer der Privatbank M.M.Warburg & CO, verheiratet mit Röschen Hausen Abrahamson (1765–unbekannt)
                  - Sara Warburg (1805–1884), verheiratet mit ihrem Großcousin Abraham Samuel Warburg (1798–1856; siehe oben)
                    - Marianne Warburg (1830–1881)
                    - Malchen Goldschmidt (geb. Warburg, 1831–1911), verheiratet mit Adolf-Abraham Goldschmidt (1810–1857)
                    - Rosa Schiff (geb. Warburg, 1833–1908) verheiratet mit Paul Schiff (1829–1893)
                    - Siegmund Warburg (1835–1889), Bankier der M.M.Warburg & CO, Begründer der Alsterufer-Familienlinie
                    - Moritz M. Warburg (1838–1910), Bankier der M.M.Warburg & CO, Begründer der Mittelweg-Familienlinie

### FamilienlinienMittelweg-undAlsterufer-Warburgs

Die Mittelweg-Warburgs (1884); v.l.: Felix, Paul, Olga, Hausmädchen, Franziska Jahns, Charlotte, Moritz, Théophilie, Louisa, Aby

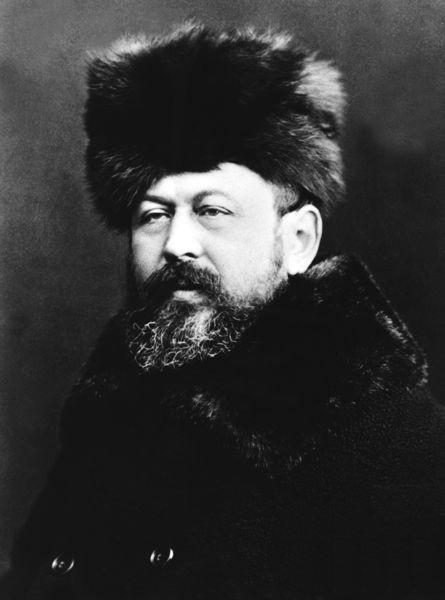
Baron Horace Günzburg (1833–1909)

Als Matriarchin der Warburg-Familie galt Sara Warburg (1805–1884), die einzige Tochter von Moses Marcus Warburg, dem Gründer der M.M.Warburg & CO. Nach dem Tod ihres Mannes Abraham Samuel Warburg (1798–1856) führte Sara Warburg als Alleininhaberin die Geschäfte der M.M.Warburg & CO für einige Jahre. Ihren wie sie streng jüdisch-orthodox lebenden Söhnen Siegmund Warburg (1835–1889) und Moritz M. Warburg (1838–1910) übertrug Sara Warburg zwischen 1859 und 1863 nach und nach Geschäftsanteile und Führungsaufgaben an der familieneigenen Bank. 1865 schied Sara Warburg aus der Bank aus und übertrug die Führung des Finanzinstituts endgültig auf die beiden Söhne. Samt ihren jeweiligen Familien pflegten Siegmund und Moritz M. Warburg über Jahrzehnte eine von wechselnder Überlegenheit und eifersüchtiger Rivalität geprägte Beziehung zueinander. Die Brüder waren nicht nur äußerlich sehr unterschiedlich. Siegmund hatte eine stumpfe Nase, dicke Lippen, war dunkelhäutig und galt als geschäftstüchtig, barsch und leicht erregbar. Moritz hingegen hatte feine Gesichtszüge, einen hellen Teint und war eher träge, dandyhaft und beliebt bei Frauen.
Aus den ungleichen Brüdern entstanden zwei Familienlinien: Siegmund Warburg heiratete 1862 die aus Kiew stammende Théophilie Rifka Tova Rosenberg (1840–1905) und begründete die Alsterufer-Warburgs. Siegmund baute am Alsterufer 18 ein prachtvolles Palais für seine Familie und machte aus dem Hause Warburg durch die Heirat mit seiner aus Russland stammenden Frau ein multinationales Unternehmen im kleinen Maßstab. Théophilies Schwester Anna war verheiratet mit Baron Horace de Gunzburg, einem kosmopolitischen Russen, der Banken in St. Petersburg und Paris besaß, ein Freund des französischen Kaisers war und später als Berater des russischen Zaren Nikolaus II. fungierte. Eine weitere Schwester von Siegmunds Frau Théophilie war mit dem in Odessa wirkenden Bankier L.E. Aschkenasi verheiratet. Théophilies Schwester Rose heiratete in München den Hofbankier Baron Josef von Hirsch, wodurch sich weitere persönliche Beziehungen zu den Bankhäusern Bischoffsheim & Goldschmidt ergaben. Am 12. Juni 1864 heiratete Moritz Warburg die Frankfurter Juwelierstochter Charlotte Oppenheim. Daraus ergaben sich Beziehungen zu den führenden Frankfurter Bankhäusern, insbesondere zum Bankhaus Moritz B. Goldschmidt. Die Zweckheiraten trugen weiterhin maßgeblich zur Ausdehnung des Geschäftsbereich der M.M.Warburg & CO  bei.
Das Pendant zu Siegmund bildete sein Bruder Moritz M. Warburg, der fortan die Geschicke der Mittelweg-Warburgs aus der Villa am Mittelweg 17 führte. Die Straßen Alsterufer und Mittelweg verlaufen in unmittelbarer Nähe parallel zueinander im Hamburger Stadtteil Rotherbaum und werden heutzutage durch die Warburgstraße durchschnitten. Über Jahrzehnte tobte ein Streit darüber, welcher Anteil am Ruhm der Familie höher anzusetzen sei, derjenige der Alsterufer- oder derjenige der Mittelweg-Warburgs. Das führte so weit, dass die männlichen Familiennachkommen vom Alsterufer hinter ihre Vornamen ein „S.“ für Siegmund setzten, die vom Mittelweg ein „M.“ für Moritz. Trotz aller Differenzen konnte der Zusammenhalt der Familie jedoch nicht gefährdet werden. Beide Warburg-Familien gehörten finanziell zur Oberschicht und pflegten als wohlhabende Hamburger Juden einen großbürgerlich-hanseatischen Lebensstil. Die Warburgs waren in der jüdischen Tradition verwurzelt: Die Kinder lernten hebräisch, das Essen war koscher, jüdische Feiertage und religiösen Gesetze wurden eingehalten.

### FamilienlinieMittelweg-Warburgs

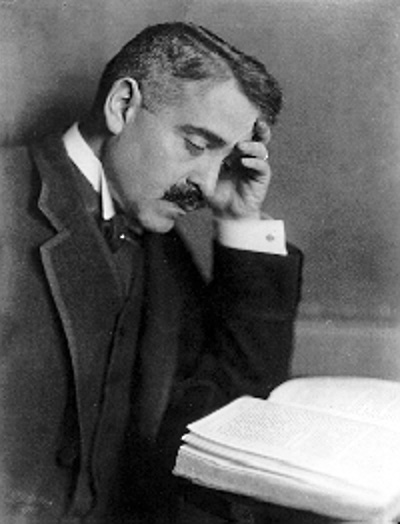
Aby M. Warburg (1866–1929)

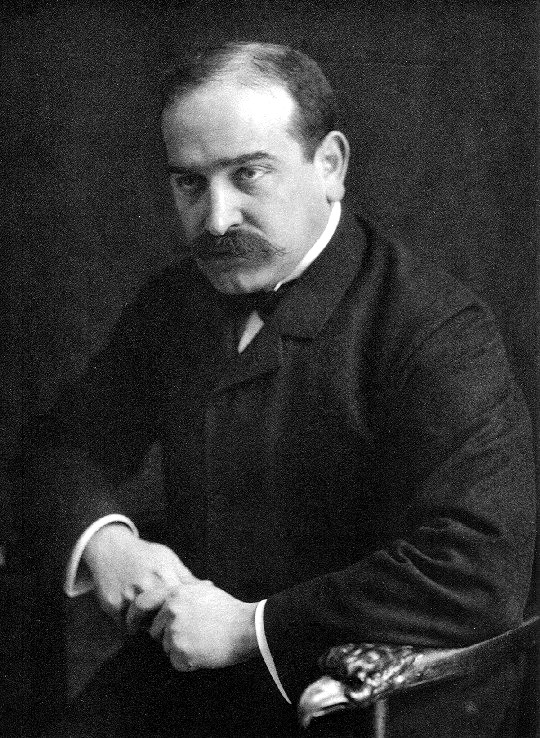
Max M. Warburg (1867–1946)

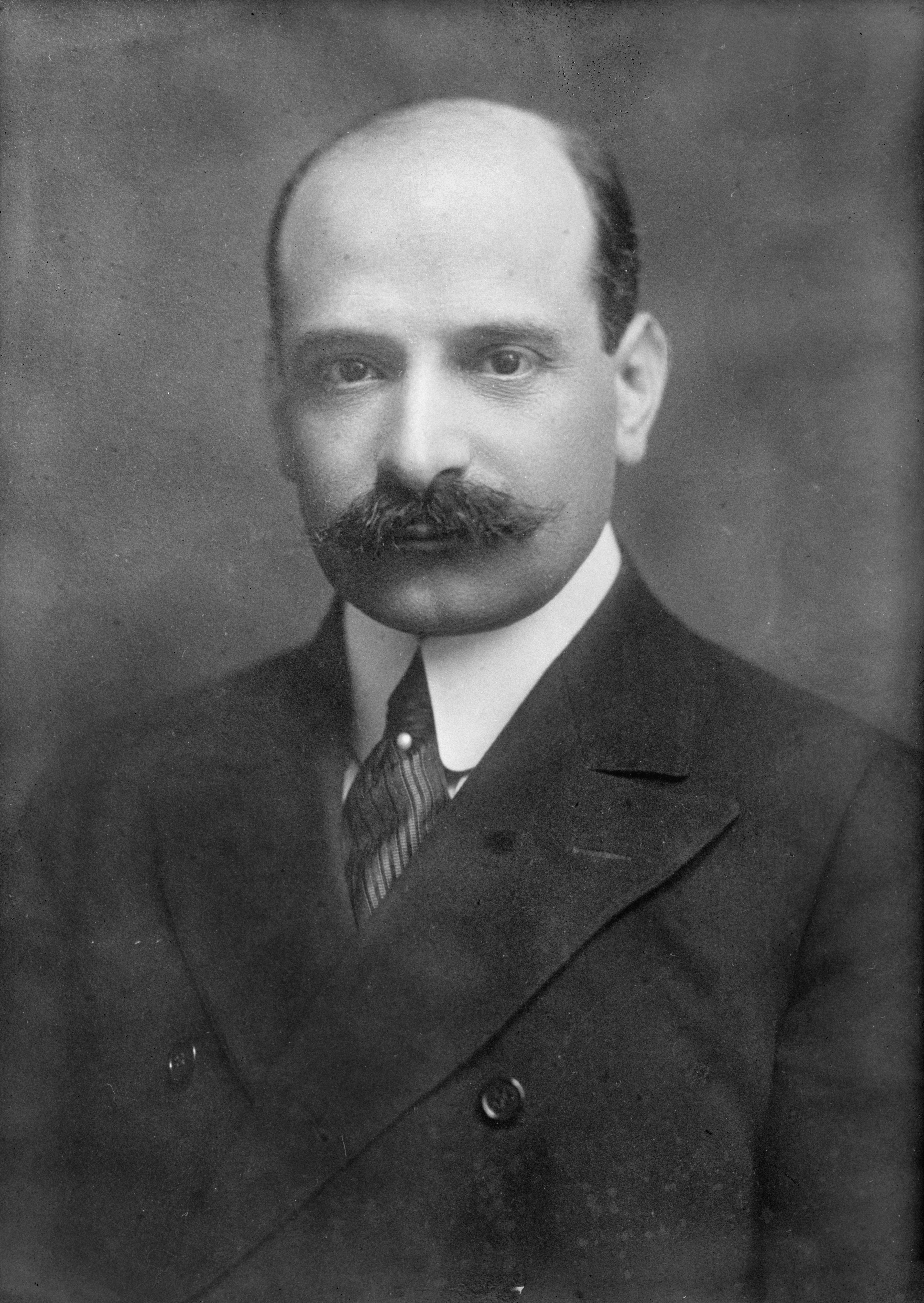
Paul M. Warburg (1868–1932)

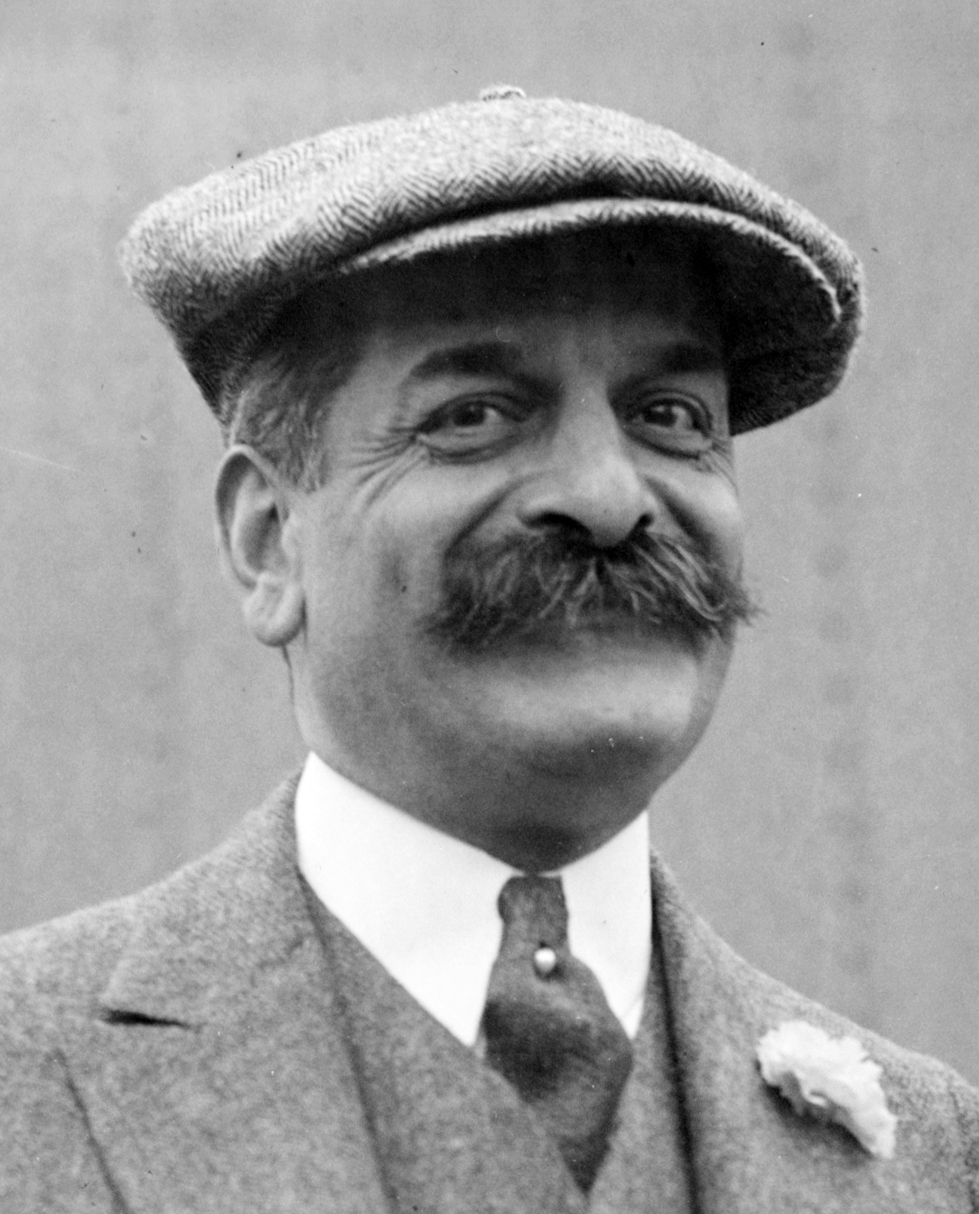
Felix M. Warburg (1871–1937)

Aus der Familienlinie der Mittelweg-Warburgs von Moritz M. Warburg und seiner Frau Charlotte Esther Warburg (geb. Oppenheim, 1842–1921) stammen neben den Töchtern Olga Charlotte Kohn-Speyer (geb. Warburg; 1873–1904) und Louisa Martha Derenberg (geb. Warburg; 1879–1973) die seinerzeit fünf international überaus wirkungsstarken Söhne:
1. Aby Moritz Warburg (1866–1929), Privatgelehrter, Kunsthistoriker, Kulturwissenschaftler und Begründer des Londoner Warburg Institute, der Kulturwissenschaftlichen Bibliothek Warburg der University of London, Aby Warburg heiratete die Bildhauerin Mary, geb. Hertz.[18] Das Ehepaar hatte drei Kinder:
  - Marietta Braden (1899–1973).
  - Max Adolph Warburg (1902–1974)
  - Frede Charlotte Prag (1904–2004)
2. Max Moritz Warburg (1867–1946), international tätiger Bankier und ab 1893 Teilhaber der M.M.Warburg & CO, im Kaiserreich nahm Max Warburg in der hamburgischen, deutschen und internationalen Politik eine wichtige Rolle ein: Von 1904 bis 1919 gehörte er der Hamburgischen Bürgerschaft (1904–1919) sowie der Hamburger Handelskammer (1903–1933) an und zählte zu den Kaiserjuden, die Wilhelm II. in Finanzfragen berieten[11]; Mitbegründer der IG Farben; Max M. Warburg heiratete 1899 Alice Warburg (geb. Magnus; 1873–1960). Sie hatten einen Sohn und vier Töchter:
  - Eric Moritz Warburg (1900–1990), international tätiger Bankier und ab 1929 Teilhaber der M.M.Warburg & CO; gründete 1938 in London das Bankhaus E.M. Warburg & Co., das heute als Private-Equity- und Investmentunternehmen Warburg Pincus firmiert; im Zweiten Weltkrieg Oberstleutnant im Nachrichtendienst der US-Luftwaffe; Eric M. Warburg wurde nach dem Zweiten Weltkrieg als Mitbegründer der Atlantik-Brücke e. V. und des American Council on Germany einer der wichtigsten Förderer der deutsch-amerikanischen Beziehungen im Nachkriegsdeutschland; Eric M. Warburg war verheiratet mit Dorothea Warburg (geb. Thorsch; 1912–2003), eine Tochter von Alfons Thorsch, und hatte drei Kinder:
    - Max Marcus Alfons Warburg (auch genannt Max M. Warburg Jr., geb. 1948 in New York), stellvertretender Aufsichtsratsvorsitzender bei M.M.Warburg & CO
    - Marie Warburg, amerikanische Staatsbürgerin, seit 2005 verheiratet mit Michael Naumann
    - Erica Warburg

  - Lola Nina Hahn-Warburg (1901–1989), Geliebte von Chaim Weizmann, dem damaligen Präsidenten der Zionistischen Weltorganisation und ersten Präsidenten des neu gegründeten Staates Israel,[8] seit 1933 aktives Vorstandsmitglied in der Reichsvertretung der Juden in Deutschland und mit ihrer Schwester Anita Wolf-Warburg in besonderer Weise bei der Betreuung deutsch-jüdischer Flüchtlinge in Großbritannien und vor allem der so genannten Kindertransporte 1938/39 engagiert. Durch die Verhandlungen einer Delegation von 1938 unter Leitung von Chaim Weizmann und Lola Hahn-Warburgs Beteiligung beim britischen Innenministerium gelang es, dass die britische Regierung und das britische Unterhaus eine unbegrenzte Anzahl von Kindern nach Großbritannien emigrieren ließ. Über 10.000 jüdische Kinder konnten so gerettet werden.
  - Renate Olga Calder Warburg (1904–1984)
  - Anita Wolf-Warburg (1908–2008), emigrierte 1935 nach London und wirkte dort in besonderer Weise für das Jewish Refugees Commitee und das Britische Rote Kreuz
  - Gisela Warburg Wyzanski (1912–1991), leitete zur Zeit des Nationalsozialismus in Berlin das Büro der Kinder- und Jugend-Alijah, emigrierte 1939 in die USA und engagierte sich dort als Vorstandsmitglied der Hadassah für den Zionismus.[19]
3. Paul Moritz Warburg (1868–1932), international tätiger Bankier, ging in den 1890er Jahren nach New York, ab 1902 Teilhaber des US-Bankhauses Kuhn, Loeb & Co.; Paul M. Warburg nahm 1911 die amerikanische Staatsbürgerschaft an; Schöpfer und bis 1918 stellvertretender Vorsitzender der US-Notenbank Federal Reserve System; Paul M Warburg heiratete 1895 Nina Loeb (1870–1945), eine Tochter seines ebenfalls in New York wirkenden Geschäftspartners Salomon Loeb, und hatte einen Sohn und eine Tochter:
  - James Paul Warburg (1897–1969), der in Hamburg geborene Bankier wanderte in seiner Kindheit mit seinem Vater Paul M. Warburg in die USA aus; nach einem Abschluss an der Harvard University war er zunächst bei verschiedenen New Yorker Banken in verantwortungsvollen Positionen beschäftigt; Finanzberater von US-Präsident Franklin D. Roosevelt bei der Londoner Konferenz zur Bewältigung der Weltwirtschaftskrise 1933; von 1941 bis 1942 diente James P. Warburg als Special Assistant der US-Regierungsbehörde Office of the Coordinator of Information zur Zentralisierung der Propaganda- und Geheimdienstaktivitäten während des Zweiten Weltkrieges in Washington, D.C.; von 1942 bis 1944 diente er als stellvertretender Direktor der US-Regierungsbehörde United States Office of War Information zur Verbreitung von Kriegsinformationen und – propaganda während des Zweiten Weltkrieges[10]
  - Bettina Warburg (1900–1990), verheiratet mit Samuel Grinson
4. Felix Moritz Warburg (1871–1937); Philanthrop; international tätiger Bankier; ab 1894 Partner bei Kuhn, Loeb & Co, New York; sein Haus in New York City beherbergt heute das Jüdische Museum. Felix M. Warburg heiratete 1895 Frieda Schiff (1875–1958), die Tochter seines Seniorpartners Jacob Schiff und hatte eine Tochter und vier Söhne:
  - Carola Warburg Rothschild (1896–1987) heiratete den Unternehmer Walter N. Rothschild aus New York. (Keine direkte Verwandtschaft zur Rothschild-Dynastie).[20]
  - Frederick M. Warburg (1897–1973), Investmentbanker und wie sein Vater Partner bei Kuhn, Loeb & Co. in New York.[21]
  - Gerald Warburg (1902–1971), Cellist[22]
  - Paul Felix Solomon Warburg (1904–1965), entwickelte hochgradig erfolgreiche Fundraising-Methoden für die Federation of Jewish Philanthropies of Greater New York und war aktives Vorstandsmitglied zahlreicher jüdischer Verbände in New York City.[23] Paul Felix Solomon Warburg und seine Frau Jean Warburg (geb. Stettheimer) hatten eine Tochter:
    - Felicia Schiff Warburg Sarnoff Roosevelt (geb. 1927), Felicia heiratete zunächst 1950 Robert William Sarnoff, den damaligen Präsidenten der NBC und Sohn von David Sarnoff, dem Erfinder der Farbfernsehübertragung und Gründer des Radio- und TV-Sender NBC.[24] Nach ihrer Scheidung heiratete sie 1970 den Sohn des 32. US-Präsidenten Franklin D. Roosevelt Franklin Delano Roosevelt Jr.[25]

  - Edward Mortimer Morris Warburg (1908–1992) war Kunstliebhaber, Mitbegründer des MoMa, Gründungsvater des amerikanischen Balletts, Mitbegründer der Harvard Society for Contempory Arts, von 1941 bis 1943 und von 1946 bis 1965 Vorsitzender des American Jewish Joint Distribution Committee und Vorsitzender des United Jewish Appeal.[26]
5. Fritz Moritz Warburg (1879–1964), Bankier; war verheiratet mit Anna Warburg, der Tochter des Bankiers Siegfried Samuel Warburg und dessen Ehefrau Ellen Josephoson. Fritz und Anna Warburg hatten drei Töchter:[27]
  - Ingrid Warburg Spinelli (1910–2000)
  - Eva Warburg-Unger (1912–2016)
  - Charlotte Esther Warburg (geb. 1922), nach ihrer Heirat in Israel Esther Charlotte Schmulewitz

### FamilienlinieAlsterufer-Warburgs
Aus der Familienlinie der Alsterufer-Warburgs von Siegmund M. Warburg und seiner Frau Théophilie Rosenberg stammen fünf Töchter und zwei Söhne:
1. Mathilde Warburg (1863–1922) verheiratet mit Samuel Zagury
2. Abraham „Aby“. S Warburg (1864–1933), ehemaliger Teilhaber der M.M.Warburg & CO, verheiratet mit Olga L. Leonine (1872–1895) und in zweiter Ehe mit Elly Simon (1873–1931):
  - Olga L. Warburg (1898–1965), verheiratet mit Fritz Laumann (1888–1935)
  - Ellen J. Warburg (1899–1940), verheiratet mit S.F.L.T. Plaut (1888–1949)
  - Elsa Marianne Warburg (geb. 1901), verheiratet mit Oscar Henri Leopold Goldschmidt (1881–1960)
  - Ruth A. Warburg (1904–1967), verheiratet mit Kurt M. Neu (1899–1982)
  - Karl S.A. „Charles“ Warburg (1907–1972), verheiratet mit Louise Einstein (geb. 1911)
3. Anna Warburg (1866–1929), verheiratet mit Martin Blumenfeld (1855–1908)
4. Rosa Warburg (1870–1922), verheiratet mit ihrem russischen Cousin Baron Alexander Moses von Günzburg zu St. Petersburg (1863–1948), einem Mitglied der jüdisch-russischen Bankiersfamilie Günzburg
  - Anna (1892–1986), verheiratet mit dem in Kiev geborenen Salomon Halperin (1880–1955); lebte in Paris
  - Theodore (1893–1945), Attaché der russischen Botschaft in Washington, verheiratet mit Wilhelmina Ptasznik (1901–1988)
  - Olga (1897–1986), verheiratet seit 1921 mit Ignacio Isaac Bauer y Landauer, einem Spross des überaus bedeutenden Madrider Bankiers und Direktor der spanischen Rothschild-Repräsentanz Ignacio Salomon Bauer (1827–1895); Olga und Ehemann Ignacio lebten in Madrid und der Schweiz
  - Vera (geboren in St. Petersburg; 1898–1971), verheiratet mit dem Bankier Paul Israel Dreyfus (1895–1967), Spross der Basler Bankiers Dreyfus Söhne & Cie.
  - Marc (1903–1904)
  - Hélène (geb. 1906), verheiratet mit Alexandre Berline, lebte in Paris
  - Irene (geb. 1910), verheiratet mit Robert Ary de Vries, Direktor des Rijksmuseum Amsterdam
5. Elsa Warburg (1875–1949), verheiratet mit Sally George Melchior (1870–1948)
  - Lilly Melchior Roberts (1903–1966), verheiratet mit Gerald Roberts (bis 1939: Gerhard Rosenthal), einem Mitglied der jüdischen Berliner Bankiersfamilie Kuczynski.
6. Lilly Warburg (1880–1942), verheiratet mit Otto Kaulla (1866–1955)
7. Georges Siegmund Warburg (1871–1923) verheiratet mit Lucie Kaulla (1866–1955, Schwester von Bankier Rudolf Kaulla)
  - Sir Siegmund George Warburg, Gründer des Londoner Bankhauses S. G. Warburg & Co., verheiratet mit Eva Maria Philipson (1903–1983)
    - George A.S. Warburg (geb. 1927), verheiratet mit Elinor Bozyan (geb. 1932)
    - Anna M. Warburg (geb. 1930), verheiratet mit dem Zionismus-Aktivisten Dov Biegun (1914–1980)[28]

## Verdienste

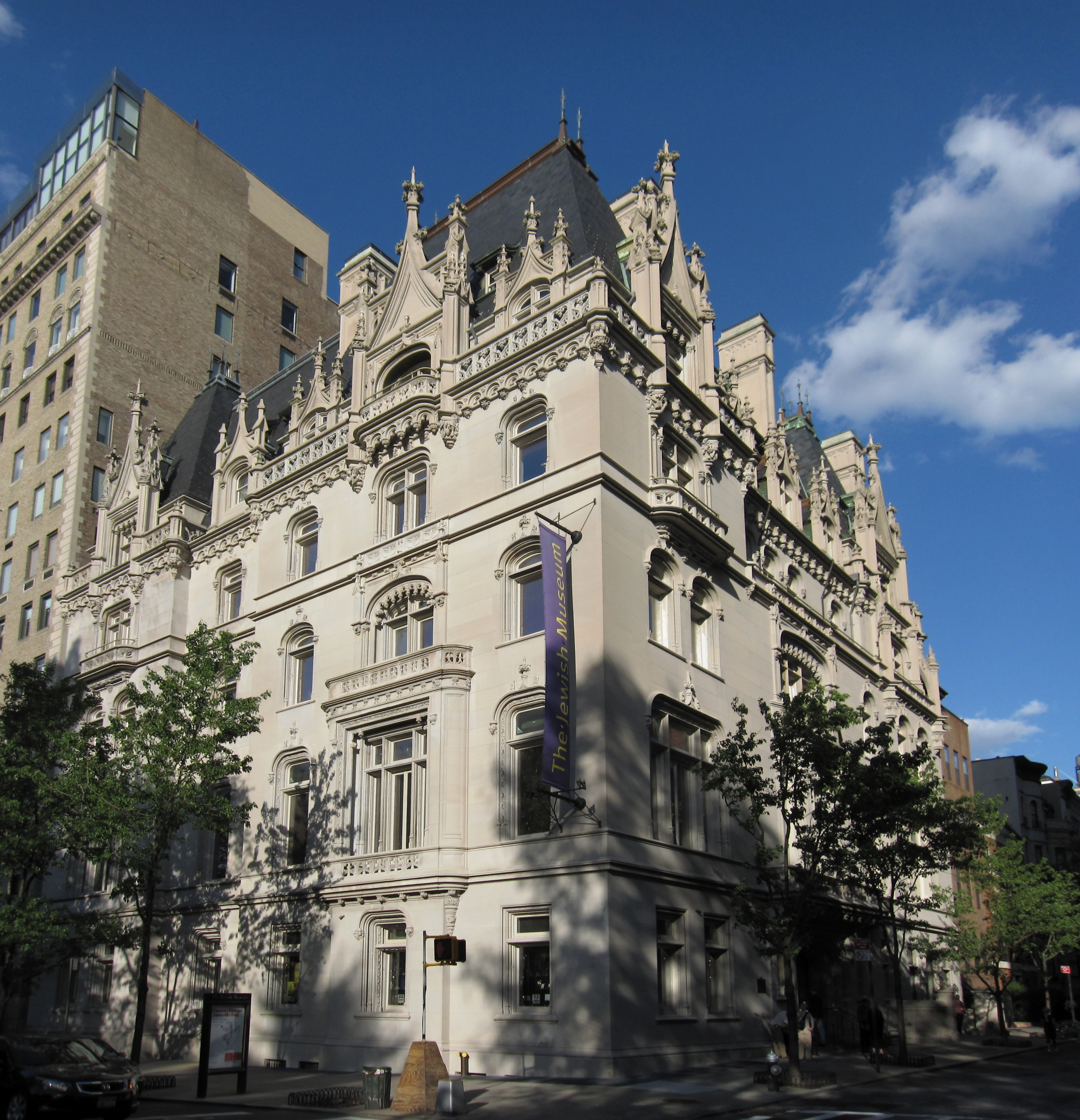
Jewish Museum NYC

- M.M.Warburg & CO, Bank in Hamburg, gegründet von Moses Marcus Warburg und Gerson Warburg
- Warburg Pincus, Private-Equity-Risiko-Kapital-Finanzunternehmen, gegründet von Eric Warburg
- S. G. Warburg & Co., Londoner Investmentbank, gegründet von Siegmund George Warburg
- Kulturwissenschaftliche Bibliothek Warburg (KBW), gegründet von Aby Warburg
- Warburg Institute in London, Nachfolge-Institut der Hamburger Kulturwissenschaftlichen Bibliothek Warburg gegründet von Aby Warburg
- Aby-M.-Warburg-Preis, Wissenschaftspreis der Stadt Hamburg
- Hamburgische Wissenschaftliche Stiftung, von Moritz M. Warburg, Aby M. Warburg und Max M. Warburg mitbegründet und finanziert[29]
- Talmud-Tora-Schule in Hamburg, zur Hälfte von Moritz M. Warburg finanziert[29]
- Toraschrein der Bornplatzsynagoge in Hamburg, gestiftet von der Familie Warburg
- Römischer Garten, öffentliche Parkanlage in Hamburg-Blankenese; Schenkung der Familie Warburg
- Goldschmidt-Haus, Baudenkmal in Warburg
- Eric-Warburg-Brücke, Klappbrücke in Lübeck zu Ehren Eric M. Warburgs
- Jüdisches Museum New York City, ehemaliges Wohnhaus von Felix Warburg auf der 5th Avenue in New York City
- Kfar Warburg (auch Kefar Warburg, hebräisch: כְּפַר וַרְבּוּרְג, deutsch: Dorf Warburg), 1939 in Zentralisrael gegründete Moschaw-Siedlung
- American Jewish Joint Distribution Committee, von Felix M. Warburg mitbegründete weltgrößte jüdische Hilfsorganisation; von 1914 bis 1932 war Felix M. Warburg 1. Vorsitzender; von 1941 bis 1943 und von 1946 bis 1965 war Edward M.M. Warburg 1. Vorsitzender[30]
- Council on Foreign Relations, von Paul M. Warburg mitbegründete New Yorker Denkfabrik für die US-Außenpolitik
- American Council on Germany in New York, von Eric M. Warburg mitbegründeter Lobbyverein
- Atlantik-Brücke in Berlin, von Eric M. Warburg mitbegründeter Lobbyverein
- Eric-M.-Warburg-Preis, politische Auszeichnung der Atlantik-Brücke

### Memoiren
- Fredric Warburg: Ein Beruf für Gentlemen ... Begegnungen mit Menschen, Tübingen 1959.
- Ingrid Warburg-Spinelli: Erinnerungen. Die Dringlichkeit des Mitleids und die Einsamkeit nein zu sagen. Luchterhand, 1991, ISBN 978-3-630-71013-6.

## Belege
1. ↑  Cyrus Adler: Bulletin of the American Schools of Oriental Research No. 68. The American Schools of Oriental Research, Dezember 1937, S. 2–4
2. ↑  Jacques Attali: Dizionario innamorato dell’ebraismo. Plon et Librairie Arthème Fayard, 2009.
3. ↑  Dina van Faasen: Die Juden im Hochstift Paderborn. In: Historisches Handbuch der jüdischen Gemeinschaften in Westfalen und Lippe

(Veröffentlichungen der Historischen Kommission für Westfalen), Münster 2021, S. 92.
4. ↑  Eric Banks: The Rise and Fall of the Merchant Banks. Kogan Page/Reuters, 1999, London, S. 88.
5. ↑  Bernd Roeck: Die Warburgs. In: Volker Reinhardt (Hrsg.): Deutsche Familien: historische Portraits von Bismarck bis Weizsäcker. C.H.Beck, 2005, ISBN 978-3-406-52905-4, S. 281 (google.de [abgerufen am 10. Dezember 2022]).
6. ↑  Sandra Wamers: Von Warburg in die weite Welt. Abgerufen am 10. Dezember 2022.
7. 1 2  Julius H. Schoeps: "Nur durch Einigkeit werdet Ihr stark sein..." Die Zeit, 1994, abgerufen am 10. Dezember 2022.
8. 1 2  Bernd Roeck: Die Warburgs. In: Volker Reinhardt, Thomas Lau (Hrsg.): Deutsche Familien: historische Portraits von Bismarck bis Weizsäcker. C.H.Beck, 2005, ISBN 978-3-406-52905-4, S. 280 (google.de [abgerufen am 10. Dezember 2022]).
9. ↑  Walther Leisler Kiep: Bridge Builder: An Insider's Account of Over Sixty Years in Post-war Reconstruction, International Diplomacy, and German-American Relations. Purdue University Press, 2012, ISBN 978-1-55753-620-4 (google.de [abgerufen am 10. Dezember 2022]).
10. 1 2  Lebenslauf von James P. Warburg. Committee on the history of the Federal Reserve System, Federal Reserve Bank of St. Louis
11. 1 2  Frank Bajohr: Warburg, Max M. | Das Jüdische Hamburg. Abgerufen am 10. Dezember 2022.
12. ↑  Salomon Wininger: Große Jüdische National-Biographie. Band 6, 1933, S. 205–210.
13. ↑  Warburg family | European family | Britannica. Abgerufen am 10. Dezember 2022 (englisch).
14. ↑  Ron Chernow: Die Warburgs – Odyssee einer Familie. Siedler, München, 1994, S. 32
15. ↑  E. Rosenbaum, A.J. Sherman: Das Bankhaus M.M. Warburg & Co. 1798–1938. Verlag Hans Christians, Hamburg, 1976, Seite 66,67
16. ↑  Hans Hoyng: Überzeugte Deutsche – Die Geschichte des Bankhauses Warburg. Spiegel Spezial, Ausgabe 10/1994
17. ↑  Christel Busch: Aby Warburg – Eine Annäherung. Kulturport, 10. Juni 2016
18. ↑  Die Künstlerin und der Gelehrte. … an das vielseitige Schaffen der Hamburgerin Mary Warburg zu erinnern. Von Bärbel Hedinger, taz, 13. Oktober 2016, S. 17. Ein Werkverzeichnis der Künstlerin ist in Arbeit.
19. ↑  Gisela Warburg Wyzanski, Zionist Leader, 79. In: The New York Times. 7. Juli 1991, ISSN 0362-4331 (nytimes.com [abgerufen am 10. Dezember 2022]).
20. ↑  Walter Nathan Rothschild. Abgerufen am 9. November 2021.
21. ↑  Alden Whitman: Frederick M. Warburg, 75, Dies; Investment Banker, Sportsman. In: The New York Times. 11. Juli 1973, ISSN 0362-4331 (nytimes.com [abgerufen am 10. Dezember 2022]).
22. ↑  The New York Times: Gerald F. Warburg, 69, Is Dead; Cellist and a Patron of the Arts. The New York Times, 15. Februar 1971
23. ↑  Paul Felix Warburg Dead; Was 61; Funeral Services Tomorrow. In: Jewish Telegraphic Agency. 1965, abgerufen am 10. Dezember 2022 (amerikanisches Englisch).
24. ↑  FELICIA WARBURG, R.W. SARNOFF WED; TWO OF YESTERDAY'S BRIDES. In: The New York Times. 8. Juli 1950, ISSN 0362-4331 (nytimes.com [abgerufen am 10. Dezember 2022]).
25. ↑  F. D. Roosevelt Jr. Weds Mrs. Sarnoff. In: The New York Times. 2. Juli 1970, ISSN 0362-4331 (nytimes.com [abgerufen am 10. Dezember 2022]).
26. ↑  Eric Pace: Edward Warburg, Philanthropist And Patron of the Arts, Dies at 84 The New York Times, 22. September 1992
27. ↑  Archiv der New York Times: Fritz M. Warburg of banking house. The New York Times, 15. Oktober 1964
28. ↑  Dov Biegun Dead at 66. In: Jewish Telegraphic Agency. Abgerufen am 10. Dezember 2022 (amerikanisches Englisch).
29. 1 2  Rainer Nicolaysen: Rezension: Es muss besser werden. Zeitschrift des Vereins für Hamburgische Geschichte, Band 102, 2016, Seite 192
30. ↑  YIVO | American Jewish Joint Distribution Committee. Abgerufen am 10. Dezember 2022.